# Jules Grison
Jean-Baptiste Jules Grison (7 december 1842, Château-Porcien – 19 juni 1896, Parijs) was een Franse componist en organist.

## Leven
Doordat zijn vader, Charles Rémi Grison, organist was in Château-Porcien, begon hij daar zijn muzikale studie. Hij studeerde aan de koorschool van de Kathedraal van Reims samen met andere musici uit Reims, zoals Gary, Gustave Tritant, Ernest Lefèvre-Dérodé, Edmond Missa en Dazy.
Zijn opleiding solfège kreeg Grison op het Parijse conservatorium van Étienne Robert, kapelmeester aan de Kathedraal van Reims. In 1864 werd hij op zijn 21-ste organist van deze kathedraal en bleef dat tot zijn dood.
Hij was zeer gewaardeerd als orgelspeler en improvisator, maakte diverse tournees door Frankrijk, België en Engeland, waar hij in Londen tot erelid van het Royal College of Organists  werd benoemd.

## Werken voor orgel
- Toccata in f-mineur
- Toccata in F-groot
- 6 Präludien of Magnificatverzen
- Les Cloches, "Verset-Prelude pour le Magnificat"
- Marche Festivale
- Marche Funèbre
- Cantilena ou Pastorale in A voor orgel
- Fantaisie concertante sur un Adagio de Mendelssohn (Introducion, Theme, Variations et Finale)
- Fantaisie (A-dur) sur le Chant de Noel „Adeste Fideles“ of: Fantaisie sur l'Hymne Portugais (Adeste Fideles) (fantasie over het kerstlied Komt allen tezamen)
- Grand Offertoire de Sainte Cécile
- 2me Offertoire de Sainte Cécile
- 3me Offertoire de Sainte Cécile
- 1er Offertoire pour la fête de Pâques
- 2me Offertoire pour la fête de Pâques
- Offertoire pour la Fête de Noël
- Grande Marche Triomphale
- Grand Chœur ou Offertoire
- Cantilène Pastorale
- Deux Offertoires pour Noël
- Cantabile ou Communion
- Les Cloches
- Fantaisie sur le choral de la Sonate de Mendelssohn et Fugue
- 1ère Méditation
- 2me Méditation
- Grand Offertoire pour un Jour de Fête

## Werken voor koor
- Pour la Visite d'un Pontife
- Tantum ergo

## Heruitgave
In Duitsland is een heruitgave verschenen van een deel van Grisons orgeloeuvre, zoals dat destijds (in 1876 en 1890) verscheen bij de Franse uitgever Costallat.

## Muziekvoorbeeld
1. ↑  https://www.digibron.nl/search/detail/012dfbea458ed9731aa7fbf8/componist-van-een-veelbesproken-toccata Componist van een veelbesproken Toccata - Bekroonde speurtocht naar Jules Grison, in leven organist van de Kathedraal te Reims.

- Biblioteca Nacional de España: XX1585036
- Bibliothèque nationale de France: cb13944185d (data)
- Gemeinsame Normdatei: 134694716
- International Standard Name Identifier: 0000 0001 0919 5535
- Library of Congress Control Number: n78080697
- MusicBrainz: ecc4b1dc-7bd4-4d2c-ae04-87b3be0a1d24
- Nederlandse Thesaurus van Auteursnamen: 328886572
- Système universitaire de documentation: 261770519
- Virtual International Authority File: 79734497
- WorldCat: E39PBJcGmbG9frMgyg8ddQkYyd